# Ново Село (Врбовец)
Ново Село је насељено место у граду Врбовец, Загребачка жупанија, Хрватска.

## Историја
До територијалне реорганизације у Хрватској било је у саставу старе општине Врбовец.

## Становништво
У попису становништва из 2011. године, Ново Село је имало 123 становника.
| Број становника према пописима | Број становника према пописима | Број становника према пописима | Број становника према пописима | Број становника према пописима | Број становника према пописима | Број становника према пописима | Број становника према пописима | Број становника према пописима | Број становника према пописима | Број становника према пописима | Број становника према пописима | Број становника према пописима | Број становника према пописима | Број становника према пописима | Број становника према пописима |
| ------------------------------ | ------------------------------ | ------------------------------ | ------------------------------ | ------------------------------ | ------------------------------ | ------------------------------ | ------------------------------ | ------------------------------ | ------------------------------ | ------------------------------ | ------------------------------ | ------------------------------ | ------------------------------ | ------------------------------ | ------------------------------ |
| 1857                           | 1869                           | 1880                           | 1890                           | 1900                           | 1910                           | 1921                           | 1931                           | 1948                           | 1953                           | 1961                           | 1971                           | 1981                           | 1991                           | 2001                           | 2011                           |
| 0                              | 0                              | 0                              | 0                              | 0                              | 0                              | 0                              | 35                             | 69                             | 73                             | 90                             | 84                             | 68                             | 58                             | 100                            | 123                            |

Напомена: Исказује се од 1931. као део насеља, а од 1948. до 1991. као насеље под називом Лазаревац.